# Хусейн (эмир Мавераннахра)
Эмир Хусейн — военный и государственный деятель, правитель Мавераннахра, носил титул эмира, так как не имел ханских или шахских корней.

## Родословная
Дата его рождения неизвестна. По некоторым источникам, он был сыном эмира Мусли, сына эмира Казагана и приходился ему внуком. Поэтому его можно отнести к роду Тбиат (Ббиат), к племени которому принадлежал его могущественный дед. У него была единокровная сестра — Ульджай-туркан ага, которая в 1356 году становится женой его близкого друга и соратника — Тимура.

## Борьба за трон (до1361 года)
После смерти деда Хусейна — эмира Казагана (1358), на трон Мавераннахра садится его сын — Абдулла, однако его правление оказывается недолгим. Его в конце концов убивают. После этого страна погружается в анархию. Для Могол-хана Туглук-Тимура образовалась благодатная почва и он захватил Мавераннахр. Хусейн со ставкой в Балхе восстаёт против Туглук-Тимура, и терпит в 1360 году от него поражение в сражении и отступает в Кабул. Тимур, после захвата Кеша, переходит на сторону Могол-хана, но после назначения Ильяс-Ходжи правителем Мавераннахра, отношения новой власти и Тимура портятся. Поэтому Тамерлан примыкает к своему старому другу и товарищу Хусейну, который, после поражения, скрывался от мести Туглук-Тимура. Совместными усилиями они захватывают Бадахшан.

## Период скитаний (1361—1364)
Во время второго похода Тоглук-Тимура в Мавераннахр (1361) Хусейн вновь оказался на положении беглеца. Вскоре возле колодца в туркменской степи к нему присоединился и Тамерлан. Против них был послан конный отряд могольского хана численностью в 1000 всадников. После стычки от отряда Хусейна и Тамерлана из 60 человек осталось лишь семеро (включая Ульджай-туркан ага), из которых трое хорасанцев вскоре сбежали. Лошадь Хусейна в стычке была ранена и он пересел на коня жены. По прошествии некоторого времени, спасшись от рук моголов, друзья попадают в плен к туркменам Али-бека Джаникурбани и оказываются "в совершенно тёмной комнату, полной блох". Эмиров решили продать в рабство иранским купцам и их посадили в яму. Пленники просидели там 62 дня, до того времени, как брат Алибека — Мухаммад Джан-Курбаны, не приказал их отпустить. Чтобы хоть как-то окупить своё ожидание, Алибек не отдаёт дары, присланные его братом в подарок эмирам, а вручает им старую лошадь и больного верблюда. В очередной раз эмиры уговорились разделиться. Хусейн отправился поправить свои силы в Балх, а Тимур отправляется на родину, где останавливается у своей старшей сестры Кутлук Туркан ага. Но его ждало разоблачение и бегство в Афганистан к Хусейну.
В 1362 году Хусейн и Тимур во главе отряда в 1000 всадников поступают на службу к правителю Сеистана. В 1363 году там происходит сражение между отрядом Хусейна и Тимура против врагов правителя Сеистана — Малика Кутбиддина, во время которого Тимур получает тяжелейшие ранения, вследствие которых его и прозывают «хромым». Сражение оба эмира проигрывают и отступают в Баглан. Однако здесь против них действует Аджуни - сын Беккичика (могольского регента Мавераннахра). В Баглане Хусейн находит поддержку в среде хазарейцев и барласов, которые выражали недовольство моголами. Из Баглана Хусейн распространяет свою власть и на Балх.
В битве у Каменного моста в 1363 году Тамерлан и Хусейн удачно противостоят моголам. В 1364 году в районе Шахрисабза они одерживают победу над сыном Туглук-Тимура — Ильяс-Ходжой, оставленного правителем Мавераннахра. Илйас-Ходжа, Беккичик-бек, Искандар Оглан, Хамид-бек и Юсуф Ходжа-бек попали в плен. В смятении его войска бежали, Тимуру и Хусейну удаётся использовать отступление моголов и они захватывают Самарканд и сажают на престол Кабул-шаха из рода Чагатаидов.

## Первый период правления Самаркандом (1364—1365)
Эта победа проделывает первую трещину в отношениях эмиров. Хусейн берёт управление в свои руки, так как его происхождение было выше, чем у Тимура. Последний становится его правой рукой. Всё это заставляет понять друзей, что отныне они соперники. Туглук-Тимур умирает в 1363 году, и ему наследует его сын — Ильяс-Ходжа оглан. Как только он узнаёт об захвате Самарканда, Ильяс-ходжа начинает собирать армию и в 1365 году он идёт на Самарканд. Хусейн и Тимур принимают решение выйти из города и дать бой. Он случается на рассвете 22 мая 1365 года под Чиназом. Сражение вошло в историю как «Грязевая битва». У Тимура и Хусейна было немного шансов отстоять родную землю, поскольку у армии Ильяс-Ходжи были превосходящие силы. Во время сражения пошёл ливень, воинам трудно было даже взглянуть вперёд, а лошади вязли в грязи. Несмотря на это, войска Тимура стали одерживать победу на своём фланге, в решающий момент он просил помощи у Хусейна, чтобы добить противника. Однако на этой почве у них произошёл конфликт, и Хусейн не только не помог, но и отступил. Это и предрешило исход сражения. Понеся потери более десяти тысяч воинов, Тимур и Хусейн вынуждены были отойти на другой берег реки Сырдарьи.

## Осада Самарканда
Однако Ильяс-Ходже не удалось взять их ставку — Самарканд. После поражения правителей оборону города взяли на себя Сербедары, или «висельники». Они считали своим долгом борьбу против монголов и кочевого образа жизни. Для них лучшей участью было — повеситься, чем терпеть врагов. Их главы — Маулана-заде, учитель медресе, Абу Бакр, хлопкочистельщик и стрелок Мирзо Хурдаки Бухари умело организовали защиту и отбили город у монголов. Окончательно добитый мором лошадей, Ильяс-Ходжа отступил от города.

## Второй период правления Самаркандом (1366—1370)
Новости о победе сербедаров быстро настигли Тимура и Хусейна. Они выступили и после зимовки на пастбищах Кашкадарьи и Амударьи эмиры подошли к городу и разбили лагерь в месте, известном как Канигуль. К тому времени в Самарканде установилось народное правление. Имущество богатых слоёв населения было конфисковано, поэтому они обратились к Хусейну и Тимуру за помощью. Эмиры договорились выступить против сербедаров — они заманили их добрыми речами на переговоры, где весной 1366 года войска Хусейна и Тимура подавили восстание, казнив сербедарских вождей, но по приказу Тамерлана оставили в живых лидера сербедаров — Мавлана-заде. Причиной его заступничества было оправдаться и завоевать любовь жителей города. Таким образом Хусейна, вершившего остальной суд, заклеймили как угнетателя. В очередной раз начались трения между эмирами, которые начинали разрастаться. После захвата власти в городе, Хусейн вновь стал Верховным эмиром Мавераннахра, а Тимур — его правой рукой. Вскоре после этого, Хусейн, стремившийся пошатнуть положение Тимура, обложил огромным налогом его сторонников, ссылаясь на прежние долги. После битвы в грязи (1365 года) все они остались практически без средств, и не имея возможности оплатить этот налог они обратились к Тимуру. Тот решил повернуть ситуацию в свою сторону и оплатил долги из своих ресурсов. Показательно, что в качестве уплаты, кроме всего прочего, Тимур послал Хусейну украшения своей любимой жены, и сестры эмира — Ульджай-туркан ага. Хусейн признал эти драгоценности, но назад не отдал. Узнав об этом, народ признал и заклеймил его ещё и подлым скупцом. Соратники Хусейна, вследствие таких событий стали переходить на сторону Тимура. В итоге интриги и раздоры вылились в открытый конфликт между бывшими соратниками и друзьями. Единственная сдерживающая эту борьбу сила была любимая жена Тимура и сестра Хусейна. Но в 1367 году она умирает, тем падал единственный бастион, сдерживающий войну за власть между эмирами.

## Период1366—1370
В следующие четыре года Хусейн то воевал с Тимуром, то мирился с ним и боролся против врагов, но прежних отношений уже не было. Хусейн постепенно набрал силу и утвердил свою власть по всему Мавераннахру. Видя, что преимущество на стороне Хусейна, Тимур отправляется в Хорасан. Не сидя там «сложа руки» он начинает программу по настраиванию Моголистанских эмиров к нападению на Мавераннахр. Почуяв угрозу извне, Хусейн, пересилив себя, заключает союз с Тимуром. Оба уверяли друг друга в прежних дружеских чувствах и преданности исламу, Тимур получил назад Кашкадарью. Однако обещанного нападения не состоялось, так как в это время в Моголистане трон узурпировал Камар ад-Дин, убив Ильяс-Ходжу.
В 1368 году Хусейн начал укреплять свои позиции в родном ему Балх, где приступил к строительству цитадели. В 1369 году Хусейн воевал с правителями Бадахшана. Чтобы раз и навсегда устранить соперника Хусейн послал Тимуру приглашение на встречу в ущелье Чакчак для подписания мирного договора, а в качестве доказательства своих дружественных намерений обещал поклясться на Коране. Отправившись на встречу, Тимур на всякий случай взял с собой двести воинов, Хусейн же привёл тысячу своих воинов и по этой причине встреча не состоялась. Тимур об этом случае вспоминает:
«Я послал эмиру Хусейну письмо с тюркским бейтом такого содержания:
Кто обмануть меня намерен, Сам ляжет в землю, я уверен. Коварство проявив своё, Он сам погибнет от него.
Когда моё письмо дошло до эмира Хусейна, он был крайне смущён и просил прощения, но во второй раз я ему не поверил».
В определённый момент Тимур возглавил оппозицию и в 1370 году он выступил на юг в Балх. Он прошёл через местность от ущелья Бузгалахана до современного кишлака Дербент (Дарбанд), называемую «Железными Воротами», к Термезу на Амударье. Передовыми частями его войск командовали Суюргатмиш-оглан, Али Муайяд и Хусейн Барлас. На подходе к селению Бийя на встречу войску выдвинулся Барак — предводитель Андхудских сайиндов, и вручил ему литавры и знамя верховной власти. На пути к Балху к Тимуру присоединились прибывший из Каркары Джаку барлас со своим войском и эмир Кайхосров из Хутталяна, а на другом берегу реки также присоединились эмир Зинда Чашм из Шибиргана, хазарийцы из Хульма и Бадахшана Мухаммадшах. Узнав про это, многие воины эмира Хусейна покинули его.

## Сражение в Балхе
Город к тому времени был окружён и после ожесточённого сражения в стенах были проделаны бреши. Битва продолжалась до полуночи и возобновилась на следующее утро. 10 апреля 1370 года Балх пал. Хусейн, зная о том, что какой-либо надежды не осталось, из цитадели послал весть Тимуру, прося его выпустить из города, предполагая отправиться в паломничество в Мекку. Тимур согласился на эти условия, при добровольной сдаче он обещал сохранить Хусейну жизнь. Но боясь предательства и не доверяя Тимуру, Хусейн не явился в лагерь врага, а спрятался в минарете. Там его нашёл случайный прохожий. Хусейн отдал свой перстень ему и взял с него клятву, что тот не выдаст его Тимуру. Свидетель принял подарок, заверил Хусейна и донёс на него Тамерлану. Увидев, что его ищут, Хусейн бросился в один из домов, стоявших неподалёку, но его обнаружили по краю одеяния, случайно оставшегося снаружи.

## Плен и курултай
После сражения Тимур созвал курултай и туда привели Хусейна. Вспоминая их совместные испытания и попранную дружбу Тимур прослезился. Судьбу Хусейна решили на этом курултае, при этом победитель заявил, что не станет нарушать данное слово и не убьёт Хусейна. Однако, когда Кайхосров Хаттулян потребовал право убийства Хусейна, Тимур промолчал. На курултае согласились с тем, что Кайхосров имел на это право по причине кровной мести, так как незадолго до этого Хусейн убил брата Кайхосрова — Кайкубада. Таким образом Тимур убрал последнюю помеху в полноправном обладании Мавераннахром.

## Убийство
Хусейна зарезал Кайхосров Хаттулян по праву кровной мести недалеко от Балха.
Два сына Хусейна, после его смерти, были сожжены, а их прах был развеян по ветру. Остальные союзники побеждённого бежали в Индию. Крепость Балх была разорена и разрушена, а дворец превращён в щебень. На том же курултае к Тимуру привели гарем и слуг Хусейна, вместе с сокровищами, которые тот скопил. Всё имущество, включая женщин и слуг было роздано. Тимур для себя отобрал в жёны Сарай-мульк ханым, ставшую впоследствии его главной женой и благодаря которой он получал титул «Гурган». Кроме неё он взял в жёны Ислам ага, дочь Хизр Ясаури и его жены Тагай-туркан хатун из одной из семей Каракитаи и Улус ага, дочь Баян Сулдуза. Также он женил своих соратников: Кайхосрову Хаттулану он отдал чингизидку Севинч-бек Кутлуг, дочь Тармаширин хана, а Джаку Барласу отдал Адиль-мульк ага из семьи Хаттулян, дочь Ганзал Судуна.